# Parvati Raghuram
Parvati Raghuram est une professeur de géographie britannique, spécialiste des migrations à l'Open University, au Royaume-Uni.
Elle étudie la migration des étudiants internationaux, des migrants qualifiés et des travailleurs sociaux. Ses recherches portent principalement sur l'Inde et elle participe à plusieurs projets sur les migrations en Afrique.

## Biographie
Après avoir obtenu une licence de géographie à la Miranda House de l'Université de Delhi en 1995, et un master à la Delhi School of Economics en 1987, Parvati Raghuram réalise son doctorat à l'université de Newcastle-upon-Tyne entre 1988 et 1993,.
Elle travaille ensuite à l'université du Middlesex et à l'université de Nottingham Trent où elle devient enseignante-chercheuse au département des études internationales entre 1994 et 2001.
Elle rejoint en tant que professeur la Faculté d'Arts et de Sciences sociale de l'Open University en 2005.

## Travaux

### Genre, migration des femmes qualifiées et technologies de l'information
Les recherches de Parvati Rahuram portent sur les migrations des étudiants internationaux et des migrants qualifiés, en particulier les femmes dans le secteur des technologies de l'information, de l'éducation et de la médecine. Dans ses travaux, elle analyse les manières dont les personnes vivent et négocient la mondialisation dans ces secteurs. Elle étudie les migrations des femmes qualifiées et moins qualifiées, en particulier celles qui quittent le sous-continent indien.
Elle réalise avec le professeur Clem Heman une étude comparative nommée « Gender, Skilled Migration and IT » sur les migrations des femmes et leur présence dans le secteur des technologies de l'information au Royaume-Uni et en Inde,. L'un des objectifs est d'impliquer et de partager les résultats à l'industrie, aux décideurs politiques et de l'éducation, notamment afin d'augmenter le nombre de femmes dans les postes de la technologie au Royaume-Uni.
Ses projets de recherches portent également sur les manières dont les communautés de migrants contribuent à la croissance durable et inclusive en Afrique. Elle participe notamment au projet « Migration and Inclusive African Growth » et au projet « Writing International Student Migration in Africa ».

### Décolonisation de l'éducation à la paix en Afrique
Parvati Raghuram dirige un projet de recherche « Decolonising peace education in Africa » sur la décolonisation de l'éducation à la paix en Afrique en tant que défi pédagogique dans le cadre d'une recherche interdisciplinaire et intercontinentale financé jusqu'en 2024 par le conseil de recherche britannique Arts & Humanities Research Council,,. Le projet est mené en partenariat avec des universités en Afrique du Sud, au Nigeria, en Ouganda, au Royaume-Uni et au Zimbabwe ainsi que l'ONG Pan African Development Education and Advocacy Programme.

### Participation aux politiques publiques
Parvati Raghuram participe également à des réflexions sur les politiques publiques en s'impliquant au sein de l'Institute for Public Policy Research de Londres, l'UNRISD, l'Institut d'économie internationale de Hambourg ou encore la Heinrich Böll Stiftung et a coédité un numéro spécial de la revue « Diversities » pour l'UNESCO.

## Responsabilités académiques et éditoriales
Parvati Raghuram coédite la revue « South Asian Diaspora » et la série Palgrave Pivot intitulée « Mobility and Politics » avec Martin Geiger et William Walters.
Elle est membre du conseil d'administration du Migration Research Hub de l'International Migration, Integration and Social Cohesion (IMISCOE),.

## Distinctions
- 2016 : Prix Murchison de la Royal Geographical Society pour ses publications contribuant à la compréhension géographique de la mobilité[11],[12]. Elle est ainsi la première femme non blanche à remporter ce prix depuis sa création il y a 120 ans[3].

- 2020 : Élue membre de l'Académie des sciences sociales de la Royal Geographical Society[7].
- 2020 : Financement de l'Arts & Humanities Research Council network plus project pour son projet de recherche « Decolonising peace education in Africa »[8].
- Actuellement : Professeure invitée à l'Institut international de la migration et du développement (IMAD) en Inde[5].

## Principales publications
Parvati Raghuram publie des ouvrages sur le genre et la migration, le développement et les études postcoloniales et travaille notamment avec Eleonore Kofman, Patricia Noxolo et Clare Madge,.

### Ouvrages
- (en) Parvati Raghuram et Eleonore Kofman, Gendered Migrations and Global Social Reproduction, Palgrave Macmillan London, 24 mars 2015, 254 p. (ISBN 978-1-137-51014-3, DOI https://doi.org/10.1057/9781137510143)

- (en) Richard Johnson, Deborah Chambers, Parvati Raghuram et Estella Tincknell, The Practice of Cultural Studies, SAGE Publications Ltd, 2004 (ISBN 9781446218655 et 9780761961000, DOI https://doi.org/10.4135/9781446218655)

- (en) Parvati Raghuram, Ajaya Kumar Sahoo, Brij Maharaj et Dave Sangha, Tracing an Indian Diaspora: Contexts, Memories, Representations, SAGE Publications India Pvt Ltd, 2008 (DOI https://doi.org/10.4135/9788132100393)
- (en) Eleonore Kofman, Annie Phizacklea, Parvati Raghuram et Rosemary Sales, Gender and International Migration in Europe, Routledge, 7 décembre 2000, 240 p. (ISBN 9780415167307)